# Dolní Žandov
Dolní Žandov (in tedesco Untersandau) è un comune della Repubblica Ceca facente parte del distretto di Cheb, nella regione di Karlovy Vary.

## Geografia fisica
I comuni limitrofi sono Brtna, Palic, Horni Lazany ad ovest, Milikov, Velka Sitbor, Mala Sitbor, Tesov, Uval, Smrkovec e Mokrina a nord, Mesto Kynzvart e Stara Voda ad est e Vysoka, Haj e Jedlova a sud.

## Storia
Il primo insediamento sul posto fu ad opera dei Celti. Il comune di Dolní Žandov fu fondato nel XII secolo, nato dalle precedenti colonie tedesche.

## Monumenti
- Chiesa di San Michele, originariamente gotica, successivamente ricostruita in stile barocco nel 1682; l'altare risale a 1697
- Scultura monumentale di San Giovanni Nepomuceno costruita nel 1705
- Rovine del castello Boršengrýn, risalente al XIV secolo.

## Economia
Gli abitanti di Dolní Žandov si mantengono soprattutto grazie all'allevamento di cavalli, l'agricoltura e la selvicoltura.

## Suddivisioni locali
- Dolní Žandov (Untersandau)
- Horní Žandov (Obersandau)
- Podlesí (Markusgrün)
- Salajna (Konradsgrün)
- Úbočí (Amonsgrün)